# Robert Sidney Unwin
Robert Sidney Unwin, in der Öffentlichkeit mehr unter dem Namen Bob Unwin bekannt, (* 1918 in Neuseeland; † 1996 in Wanaka, Neuseeland) war ein neuseeländischer Wissenschaftler und Pionier in der atmosphärischen Radarforschung und der damit verbundenen radartechnischen Analyse von Polarlichtern.

## Leben
Unwin wurde 1918 geboren, studierte am Canterbury College der University of New Zealand und schloss im Jahr 1939 sein Studium mit einem Bachelor of Science ab. Er verlängerte sein Studium um ein Jahr, um sich mit der Radartechnologie vertraut zu machen.

## Kriegseinsatz
Er arbeitete im New Zealand Post Office and Scientific and Industrial Research Department an der Entwicklung und dem Einsatz von Radargeräten in Neuseeland und im Pazifik, darunter zwei Jahre im Bereich Radar- und Funkgegenmaßnahmen auf den Kriegsschauplätzen im Süd- und Südwestpazifik. Er trat in das von Sir Ernest Marsden gegründete Radio Development Laboratory in Wellington ein, in dem Gruppen zur Entwicklung von Radargeräten für Schiffe und Flugzeuge sowie von Systemen für die Feuerleitung von Küstenwaffenbatterien gebildet wurden. Unwins Aufgabe war, Armeeangehörige in der Bedienung der neu entwickelten Radarsysteme zu schulen, was Großteile seiner Zeit in Anspruch nahm. 1943 trat er als Armeeoffiziers, der Radar Surveillance and Countermeasures Group in Neukaledonien bei, die mit der 13. amerikanischen Luftwaffe zusammenarbeitete. Später gehörte er zu einer Gruppe in Neuguinea, auf den Philippinen und Guadalcanal. Ihre Spezialität war der Tiefflug für Aufklärungs-, Such- und Zerstörungseinsätze sowie Radarstörung.

## Nach dem Krieg
1946 wurde Unwin zum Leiter eines in etwa 40 Personen umfassenden neuseeländisch-britischen Projektes ernannt, das zur Aufgabe hatte, die Funkausbreitung über die Canterbury Plains auf der Südinsel Neuseelands unter verschiedenen meteorologischen Bedingungen zu untersuchen. 1950 ging er nach Großbritannien, um die Ergebnisse niederzuschreiben und weitere Forschungen bei der Admiralität in London durchzuführen.
1953 kam Unwin zurück nach Neuseeland und arbeitete zunächst in Wellington im Dominion Physical Laboratory. Zum Internationalen Geophysikalischen Jahr 1957 gründete er Mitte des Jahres am Department of Scientific and Industrial Research (DSIR) eine Forschungsgruppe zur Erforschung der oberen Atmosphäre und der optischen und radioaktiven Polarlichter befasste. Sie errichteten im äußersten Süden Neuseelands in der Nähe von Invercargill einen Stützpunkt und installierten auf dem Bluff Hill ein Radar-System. Von 1958 bis 1959 war Unwin auf der Scott Base tätig. Sein Forschungsinteresse auf diesem Gebiet (insbesondere Polarlichtradar) blieb während seiner gesamten Laufbahn dem DSIR erhalten, zunächst in Invercargill, dann in der von ihm in Lauder auf der Südinsel eingerichteten Polarlichtstation PEL und ab 1971 als Superintendent des Geophysikalischen Observatoriums in Christchurch. 1982 wurde er von der University of Canterbury mit dem Doctor of Science ausgezeichnet.
Unwin verbrachte seinen Lebensabend in Wanaka, wo er auch im Jahr 1996 verstarb.

## Werke
- Robert Sidney Unwin: The development of radar in New Zealand in World War II. In: IEEE Antennas and Propagation Magazine. Volume 34, No. 3, Juni 1992, S. 31–39, doi:10.1109/74.153532 (englisch).

## Ehrungen
- 1982 – Doctor of Science der University of Canterbury[1]
- ???? – Fellow of the New Zealand Institute of Physics[1]
- ???? – New Zealand Geophysics Prize[1]
- 1998 – wurde vom New Zealand Geographic Board mit der Unwin Ledge ein Gebirgskamm im ostantarktischen Viktorialand ihm zu Ehren benannt.